# Піфон (діадох)
Піфон (дав.-гр. Πίθων або Πείθων; імовірно народився в середині IV століття до н. е. — 316/315 рік до н. е.) — охоронець-соматофілак Александра Македонського, сатрап Мідії, регент Македонської держави, воєначальник і учасник воєн діадохів.
Про походження і ранні роки Піфона практично нічого невідомо. Припускається, що Піфон був вихідцем з якогось аристократичного роду на периферії Македонії. Він був учасником походів Александра Македонського та одним з особистих охоронців басилевса. Після смерті Александра в 323 році до н. е. він отримав в управління сатрапію Мідія. На цій посаді Піфон придушив повстання грецьких найманців в Бактрії. Спочатку Піфон був прихильником регента імперії Пердікки, однак потім зрадив свого патрона і брав участь у його вбивстві. Після смерті Пердіккі Піфон протягом недовгого часу зайняв вищий з можливих постів в державі — регента при недоумкуватому царі Філіппу III Аррідею.
Останні кілька років життя Піфон брав участь у війнах діадохів. Спочатку він захопив Парфію, потім позбувся всіх своїх володінь і став одним з воєначальників Антигона Одноокого. На службі в Антигона Піфон здобув кілька перемог, проте, коли його вплив став занадто великим, був засуджений на смертну кару за підозрою в зраді.

## Життєпис

### Походження. При Александрі Македонському

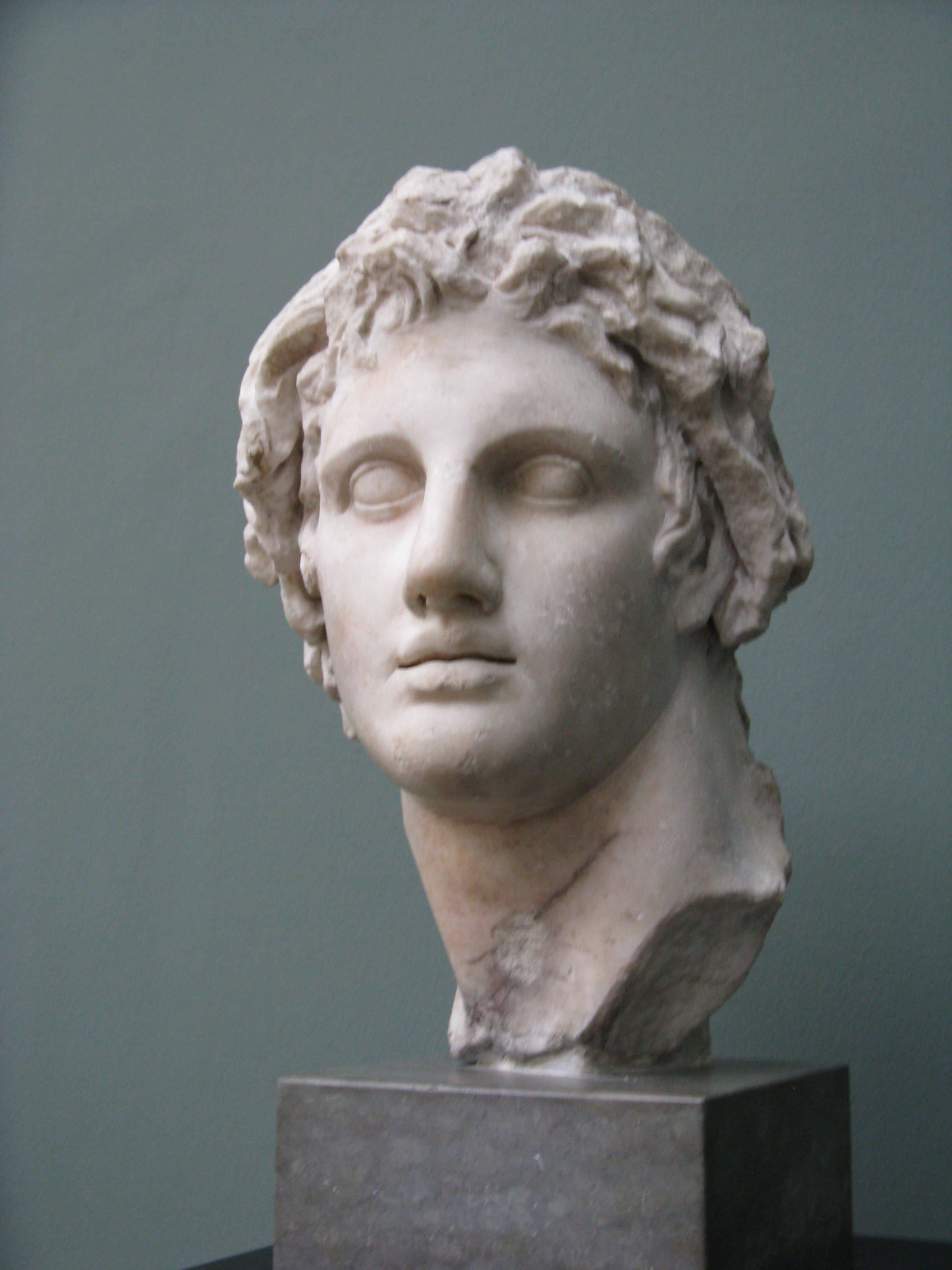
Античний бюст Александра Македонського в Новій гліптотеці Карлсберга, Копенгаген, Данія

Про походження і ранні роки Піфона практично нічого невідомо. Про місце його народження існує три версії, причому дві з них належать одному автору — Арріану. В «Анабазисі Александра» Піфон був вихідцем з Еордеї, в «Індіці» — з Алкомени в області Пеонія на кордоні Македонії, Епіру і Фракії. Марк Юніан Юстин назвав Піфона іллірійцем. Згідно Стефану Візантійському в Іллірії також було місто Алкомени. Оскільки в близькому оточенні Александра Македонського не було жодного чужинця, то версія Юстина виглядає малоймовірною. Припускається, що Піфон був вихідцем з якогось аристократичного роду на периферії Македонії, який не грав будь-якої істотної ролі в її історії.
Батьком Піфона був Кратев, або в іншій транслітерації Кратей. Це ім'я було поширене в Македонії. Невідомо, чи мали Кратей і Піфон якесь споріднене відношення до вбивці басилевса Архелая — Кратею і Кратею — воєначальнику Касандра.
Вперше Піфон згаданий у зв'язку з індійським походом Александра. Він був одним із триєрархів, тобто командиром корабля, який перевозив військо через Гідасп. Також Піфон був одним з охоронців-соматофілаків Александра Македонського. Враховуючи, що всі охоронці Александра, про вік яких відомо, були ровесниками правителя, припускається, що Піфон не був винятком. Імовірно він народився в середині IV століття до н. е. Згідно з припущенням В. Геккеля, Піфон обіймав цю посаду щонайменше з 336 року до н. е. До кінця правління Александра Піфон став одним з найближчих до македонського басилевса воєначальників. В Сузах він поміж інших охоронців Александра був ушанований золотого вінка. Коли Александр був при смерті, Піфон разом з іншими наближеними басилевса звернувся в храм Серапіса з благанням про допомогу. Там він навіть пройшов необхідний ритуал інкубації.
У 323 році до н. е. після смерті Александра Македонського перед військом постало питання про престолонаступництво. Процес вибору нового басилевса описаний трьома античними істориками — Діодором Сицилійським, Юстином і Квінтом Курцієм Руфом. У викладі Курція Руфа Піфон прийняв сторону Пердікки і в емоційній тривалій промові виступив проти ідеї Мелеагра призначити басилевсом недоумкуватого єдинокровного брата Александра Аррідея. Однак його промова не справила належного ефекту, і військо вибрало Аррідея. Піфон не відступився і від імені воєначальників оголосив Пердікку і Леонната регентами ще не народженого сина Роксани від Александра. За однією з версій, він разом з Леоннатом і Птолемеєм виступав за колективне управління діадохами Македонською державою. Хоч участь Піфона в подіях після смерті Александра описано лише в одному джерелі, навряд чи можна допустити, що він залишався осторонь від тих подій. До того ж після страти Мелеагра і перемоги Пердіккі Піфон при Вавилонському розділі отримав в управління стратегічно важливу сатрапію Мідія. Слід враховувати, що Піфон отримав не всю Мідію, а лише її південну половину зі столицею, імовірно, в Екбатані. Північна частина Мідії перейшла до тестя Пердікки Атропата. В античній літературі існує кілька версій щодо розподілу сатрапій після смерті Александра. Павло Оросій писав, що «якийсь Філон отримав Іллірію, Велику Мідію — Атропат, а Малу — його тесть Пердікка». У так званій «Книзі про смерть і заповіт Александра Великого» Піфон названий сатрапом Сирії і Месопотамії. Якщо в першому випадку мова йде про явну помилку, то в другому передбачається існування якогось іншого Піфона, який отримав в управління зазначені області.

### Придушення повстання ветеранів. Регентство

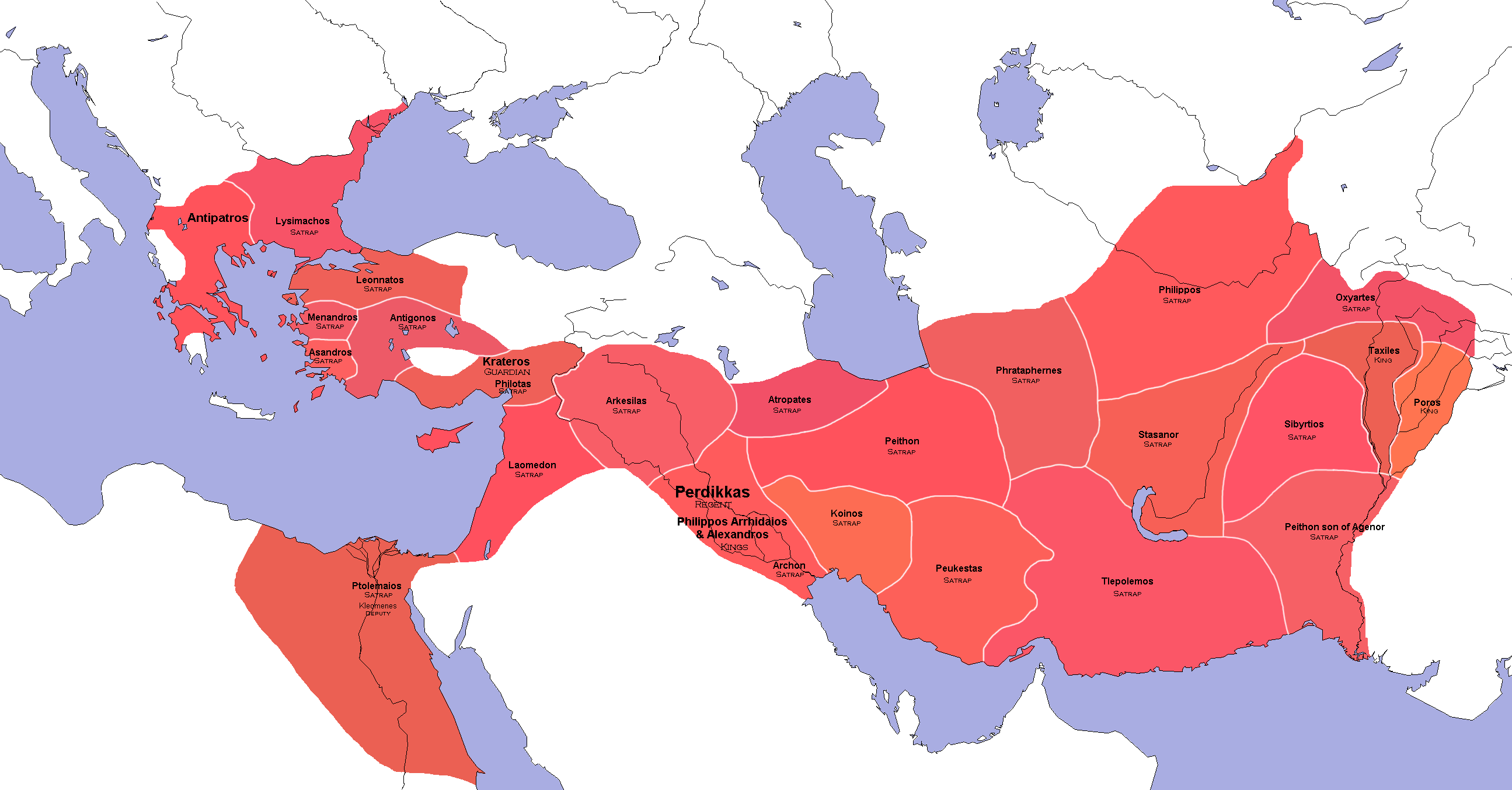
Розподіл основних територій і сатрапій на вавилонській раді (згідно Арріану і Діодору)

Незабаром після смерті Александра Пердікка доручив Піфону придушити повстання грецьких ветеранів, які вирішили повернутися на батьківщину з далеких верхніх сатрапій, під проводом Філона. Історикам достеменно невідомо ні про час, ні про точне місце повстання. Пердікка не хотів, щоб досвідчені воїни приєдналися до його ворогів, і наказав убити всіх повсталих, а їх майном винагородити македонських солдатів. Сили повсталих Діодор Сицилійський оцінював у 20 тисяч піших воїнів і 3 тисячі кінноти. Наданий Пердіккою Піфону загін в 3 тисячі піших і 800 кінних воїнів був явно недостатнім для придушення повстання. Тому регент Македонської держави написав листи іншим сатрапам з наказами про надання допомоги Піфону в 10 тисяч воїнів і 8 тисяч вершників. На думку В. Геккеля, Піфон для виконання поставленого завдання отримав статус «стратега верхніх сатрапій». М. Я. Ольбрихт, навпаки, стверджував, що Піфон став стратегом верхніх сатрапій через кілька років.
Згідно Діодору Піфон не поспішав вступати в бій з грецькими найманцями, а навіть почав вести з ними переговори. За твердженням античного історика, з їх допомогою Піфон хотів зміцнити свою владу і навіть підпорядкувати собі верхні сатрапії. Підкупивши одного з грецьких воєначальників Ліподора, він забезпечив собі перемогу у вирішальній битві. Піфон наказав утриматися від грабежів і помилував полонених, а також через глашатаїв присягаючись пообіцяв їм прощення, якщо вони повернуться у свої колонії. Однак розпорядження Пердікки сплутало всі плани Піфона, і македоняни, згідно з Діодором, вбили всіх повстанців і розграбували їх поселення. Дане твердження про загибель всіх повстанців сучасні історики вважають перебільшенням. Можливо, Пердікка знав про плани свого воєначальника або мав всі підстави підозрювати Піфона. Ще за однією версією, історія про суперництво Пердіккі та Піфона представляє вигадку Єроніма Кардійского. Хоч би що там було, повстання було придушене, а Піфон не зміг отримати контроль над новими територіями, хоч і зміцнив своє становище в якості одного з провідних воєначальників в Македонській державі. У цій історії Аркадій Шофман бачив перші прояви сепаратизму діадохів. На думку історика, Піфон прагнув створити власну державу на Сході.
Наприкінці 322 року до н. е., за однією з версій, Піфон приєднався до Пердікки під час його кампанії в Пісідії. Об'єднання сил обох воєначальників свідчить про довіру Пердіккі до Піфона. Під час походу в Єгипет Пердікка був убитий власними воєначальниками в 321/320 році до н. е. Античні джерела наводять різні варіанти даної події. У Діодора Сицилійського вбивства передувало повстання солдатів під командуванням Піфона. У Корнелія Непота організаторами вбивства названі Селевк і Антиген. У сучасній історіографії прийнято поєднувати обидві версії, припускаючи, що всі троє були причетні до смерті Пердікки. Вже наступного дня в таборі з'явився правитель Єгипту Птолемей. За його сприяння новими регентами Македонської держави стали Піфон і Аррідей. Щоб уникнути конфлікту з найвпливовішими воєначальниками держави Антипатром і Антигоном Птолемей вирішив не претендувати на цей пост, а висунув на нього менш впливових особистостей, серед яких виявився і Піфон.
Смерть Пердікки створила певний вакуум влади в державі. Піфон з Аррідеєм були за фактом обрані тимчасовими регентами. Залишається незрозумілим, чи був їх статус тимчасовим, чи постійним. Про розподіл їх повноважень нічого імовірно невідомо. Можливо, що Піфон керував кіннотою, а Аррідей — піхотою. За той короткий час, як Піфон займав один з найвищих постів в македонській державі, він встиг прийняти як мінімум одне важливе рішення. Евмен, Алкета і інші прихильники Пердікки, загальною чисельністю в п'ятдесят осіб, були оголошені поза законом і підлягали страти. В даному контексті викликає складності в інтерпретації фрагмент Юстина «після того, як був убитий Пердікка, Евмена разом з Піфоном Іллірійцем і Алкетом, братом Пердіккі, військо оголосило ворогами держави». Можливо, в ньому йдеться про якогось іншого Піфона.
Не всі діадохи були задоволені призначенням Піфона та Аррідея регентами імперії. Вони боялися посилення впливу Птолемея, який надав їм протекцію. Також до цього часу відноситься конфлікт між Піфоном і Аррідеєм і дружиною басилевса Філіпа III Аррідея Еврідікою. Честолюбна жінка втручалася в політичні процеси, а також зажадала передачі повноти влади її недоумкуватому чоловікові, на якого мала безпосередній вплив. За твердженням Діодора, Піфон з Аррідеєм «скликали засідання ради та подали у відставку; після чого македоняни обрали Антипатра опікуном з повною владою». Дане твердження виглядає неправдоподібним. По всій видимості, воєначальники не впоралися з покладеною на них владою і смутою у війську. В такому випадку Піфон міг приєднатися до Антипатру або стати на бік незадоволених. Піфон вибрав «середній» шлях. У кульмінаційний момент він передав формальне управління військом Антигону.

### Участь у наступних війнах діадохів
Під час наступного поділу імперії в Тріпарадисі новим регентом держави став Антипатр, Антигон був наділений широкими повноваженнями в Азії, а Піфон зберіг в управлінні Мідію. Крім цього, він став «стратегом верхніх сатрапій», що по факту означало панування на всій території східніше Євфрату.
Наступні кілька років життя Піфон, по всій видимості, був зайнятий створенням власної держави. Йому, скоріш за все, вдалося домовитися з Атропатом про зони впливу і межі. Після смерті Антипатра в 319 році до н. е., коли в державі почалася низка воєн за перерозподіл влади, Піфон у 318 році до н. е. убив сатрапа Парфії Філіппа і поставив на його місце свого брата Євдама. Залишається неясним, чи був Філіпп убитий на війні або в результаті організованого Піфоном змови.
Захоплення Парфії не призвело до очікуваного посилення Піфона. Сатрапи сусідніх областей об'єдналися та оголосили йому війну. По всій видимості, вони побоювалися, що захоплення Парфії є лише першим кроком Піфона по захопленню нових володінь. Діодор поіменно перераховує членів антипіфонівської коаліції. До неї увійшли сатрап Персиди Певкест, Карманії — Тлеполем, Арахосіі — Сібіртій, Паропамісади — Оксіарт, долини Інду — Евдам, Сузіани — Антиген. Швидкість, з якою вони зібрали армію, чисельність якої Діодор оцінив у 22 тисячі піхоти, 4500 вершників, 12 тисяч лучників і 120 слонів, припускає, що вищевказані сатрапи готувалися до війни, можливо, не з Піфоном, а з ким-небудь іншим. Хоч би що там було, військо Піфона в Парфії зазнало поразки, а сам воєначальник втік до Вавилонії до Селевка. Він просив у Селевка допомоги та обіцяв розділити завойовані в майбутньому землі. Між двома воєначальниками був укладений союз.

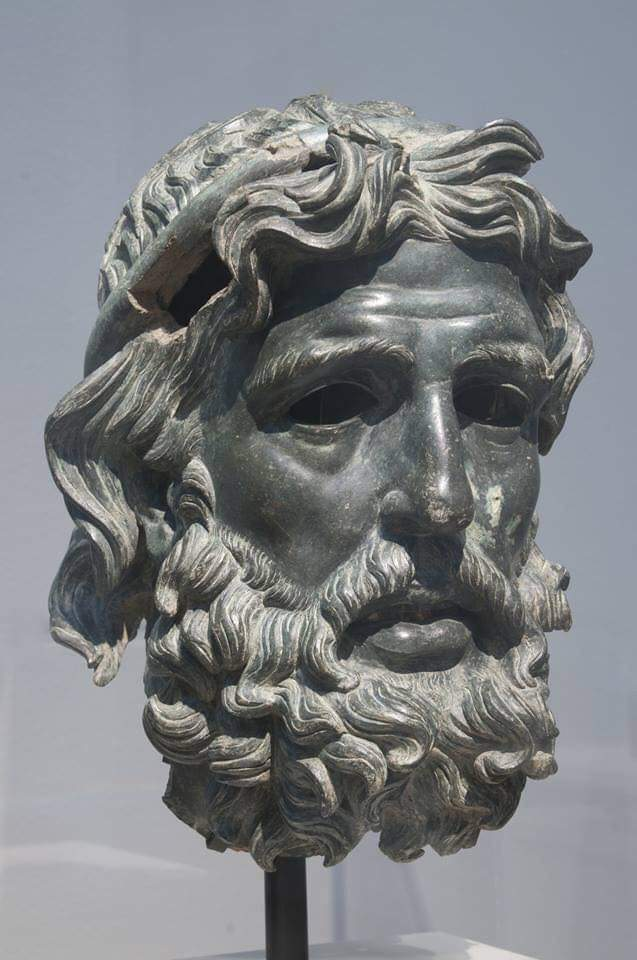
Можливий бюст Антигона I Одноокого

Ситуацією скористався воєначальник Евмен. Він запропонував сатрапам східних провінцій союз. Після того як він очолив союзне військо, Евмен зажадав від Селевка і Піфона визначитися в перевагах. Піфон виступав за союз з Антигоном, який прагнув знищити Евмена, в той час, як Селевк затіяв дипломатичну гру. Тоді Евмен почав військові дії проти цих воєначальників, які спочатку розвивалися для нього успішно. Ситуація змінилася в 317 році до н. е., коли до Вавилону зі своїм військом прибув Антигон. Він уклав союз з Селевком і Піфоном. Також до них зі своїм військом приєднався Неарх. На відміну від Селевка, який залишився у Вавилоні, Піфон брав участь у всіх походах Антигона. Ймовірно, Піфон приєднався до Антигона під час походу в Мідію. Як колишній сатрап він добре знав цю область і був потрібен під час походу. Це побічно підтверджується свідченням Діодора, який особливо відзначає цінність порад Піфона Антигону. Так, наприклад, Піфон пропонував купити право проходу у племені коссеїв. Антигон вирішив пробиватися через їх землю силою, внаслідок чого військо зазнало великих втрат.
У Мідії Антигон доручив Піфону навербувати вершників і набрати в'ючних тварин, з чим той впорався без будь-яких труднощів. Ця інформація може свідчити як про достаток в області коней і в'ючних тварин, так і про те, що в Мідії залишалося безліч прихильників Піфона. В армії Антигона Піфон обіймав посаду одного з воєначальників, який в порівнянні з іншими командирами мав найбільший досвід в управлінні та військовій справі. У зв'язку з цим Антигон доручав Піфону командування в найбільш відповідальних боях. В битві при Паретакені 317 року до н. е. Піфон керував лівим флангом, а в битві при Габієні — правим, який протистояв найбільш сильним загонам Евмена.
Перемоги Антігона призвели не до піднесення, а до страти Піфона. Антигон почав «чистку» в завойованих володіннях. Їм були страчені сатрапи з-поміж колишніх воєначальників Александра. Піфон на той момент був занадто впливовим. Тому Антигон спочатку пообіцяв йому владу над верхніми сатрапіями, а потім викликав до свого двору з Мідії, де і звинуватив у зраді. Питання про те, чи готувався Піфон до війни за незалежність від Антігона, або це був наклеп на впливового воєначальника, залишається відкритим. Згідно Полієну, Піфон збирав найманців і гроші для майбутньої війни. Антигон, своєю чергою, удав, що повністю довіряє своєму воєначальнику, для того, щоб заманити його до себе в Екбатану. Рішення про страту колишнього охоронця Александра і регента македонської держави було проведено за всіма правилами через військове зібрання. На місце сатрапа Мідії Антигон поставив місцевого уродженця Оронтобата, за діями якого доглядав македонянин або грек Гіппострат. Приклад Піфона, згідно з античною традицією, став мало не головною причиною втечі Селевка до Єгипту.

## Оцінки
Після смерті Александра Македонського почався переділ влади у створеній македонській державі між його колишніми воєначальниками. Традиційно в історіографії вони отримали іменування «діадох». Серед них заведено виділяти дві категорії — першорядних, або «великих», і другорядних, або «малих», діадохів. Піфон відноситься до «малих» діадох, причому, на думку С. В. Смирнова, до найбільш яскравих персоналій з цієї категорії воєначальників Александра.
Античні автори називали Піфона «людиною великого честолюбства» «схильним до нововведень». Й. Г. Дройзен назвав Піфона «неспокійним і честолюбним полководцем», Г. А. Кошеленко — «людиною великої підприємливості».

### Дослідження
- Дройзен И. Г. История эллинизма. — Ростов-на-Дону : Феникс, 1995. — Т. 2. — 544 с. — ISBN 5-85880-079-3.
- Кошеленко Г. А. Восстание греков в Бактрии и Согдиане 323 г. до н. э. и некоторые аспекты общественно-политической мысли Греции в IV в. до н. э. // Вестник древней истории. — 1972. — № 1 (25 березня). — С. 59—78.
- Смирнов С. В. Пифон — наследник Александра в тени великих современников :  [рос.] // Вестник древней истории. — 2014. — Вып. 3. — С. 31—46. — ISSN 0321-0391.
- Смирнов С. В. Пифон, Селевк и традиция Иеронима из Кардии :  [рос.] // Мнемон. Исследования и публикации по истории античного мира: Сб. статей. — 2014. — Вып. 14. — С. 161—170. — ISSN 1813-193X.
- Стоянов Е. О. Сатрапы Бактрии второй половины 20-х гг. IV в. до н. э. // Via in tempore. История. Политология. — Белгородский государственный национальный исследовательский университет, 2016. — Т. 38, вип. 229, № 8 (25 березня). — С. 5—11. — ISSN 2687-0967.
- Шофман А. С.[ru]. Распад империи Александра Македонского / Печатается по постановлению редакционно-издательского совета Казанского университета. Отв. редактор В. Д. Жигунин. — Казань : Издательство Казанского университета, 1984.
- Billows R.[en]. Antigonos the One-Eyed and the Creation of the Hellenistic State. — Berkeley, Los Angeles, London : University of California Press, 1997.
- Heckel W[en]. Who's Who in the Age of Alexander the Great: Prosopography of Alexander's Empire. — Malden; Oxford; Carlton : Blackwell Publishing, 2006. — ISBN 1-4051-1210-7.